# Nevada Grossa
La Nevada Grossa del 23 al 26 de febrer de 1944, la més important de tot el segle XX a les Terres de Ponent i Prelitoral tarragoní, així com els intensos aiguats a la meitat est de Catalunya, que van provocar importants desbordaments de molts rius i rieres amb danys molt greus. Molt poques vegades a l'hivern esdevé alhora un gran temporal de neu a cotes baixes i pluges generals a Catalunya amb la magnitud i extensió que va tenir l'episodi d'aquell febrer de 1944. Per la gran quantitat de neu acumulada, amb pocs precedents i els grans inconvenients patits, aquesta nevada va deixar una petjada molt important a les comarques afectades (Terres de Ponent i prelitoral tarragoní).
La neu va començar a caure la tarda del 23 de febrer de 1944 (Dimecres de Cendra) a tot Catalunya, intensificant-se la nevada de nit a gran part del país. Durant tot el dia 24 va estar nevant intensament, sobretot a la meitat oest del país amb gruixos de neu superiors als 50 cm a moltes zones de les Terres de Ponent i prelitoral tarragoní. Va arribar a nevar a la Costa Brava, Costa Daurada, Tortosa, i puntualment, fins i tot a la ciutat de Barcelona. L'entrada d'una massa més càlida a la meitat est, durant el dia 24, va transformar la neu a pluja intensa amb una important fosa de tota la neu acumulada fins aleshores, que en alguns indrets rondava els 10-30 cm. A la meitat oest (aproximadament de l'Anoia cap a ponent) va continuar nevant moderadament tot el dia 25, i ja lleugerament fins al migdia del 26, acumulant-s'hi encara més neu. En canvi, a la meitat est els aiguats intensos van continuar gran part del dia 25 i en alguns indrets els ruixats, ja molt menys intensos, van allargar-se fins al migdia del 26.
Durant els tres dies que va durar la nevada, es van acumular importants gruixos de neu superiors a 1 m al Priorat, la Segarra, les Garrigues, l'Urgell, la Conca de Barberà i el Segrià. Destaquen els següents gruixos màxims de neu assolits durant tota la nevada: 180 cm a Falset, 133 cm a Cervera i 115 cm als Omellons. Puntualment, la neu acumulada va arribar a gruixos propers als 2 m a la Segarra, el Priorat i l'Urgell (dades extraoficials).
Per una altra banda, a la meitat est de Catalunya les precipitacions van superar els 300 mm a la Selva i la Garrotxa aquells mateixos tres dies. Els màxims de precipitació es van registrar a Susqueda amb 468,8 mm i les Planes d'Hostoles amb 318,0 mm. Com a màxims diaris destaquen 188,0 mm a Barcelona-Besòs el dia 23/02/1944; 202,6 mm a Susqueda el 24/02/1944 i 130,8 mm el 25/02/1944. Tots aquests valors mesurats de les 07 UTC del dia en qüestió fins a les 07 UTC de l'endemà, període temporal conegut en meteorologia com a dia pluviomètric.

## Situació sinòptica
Una setmana abans que es produís la gran nevada va penetrar una massa d'aire molt fred d'origen siberià, provocant un ambient gèlid però molt sec a tot Catalunya, així com les condicions necessàries per a què la cota de neu se situés a nivell del mar a tot el país. Aquesta entrada va deixar unes temperatures a 850 hPa inferiors als -8 °C a la meitat nord del país i als -10 °C al Pirineu, el dia 22. Valors que se situen més de 6 °C per sota de la mitjana climàtica de la temperatura a 850 hPa (uns 1.500 m d'altitud) sobre Catalunya. Al nivell de 500 hPa les temperatures eren inferiors als -30 °C al Pirineu, el dia 22.

### Evolució en superfície
Evolució en superfície: L'arribada d'una depressió pel sud-oest de la península Ibèrica durant el dia 23, va comportar un marcat temporal del sud-est amb nevades a gairebé tot el país, però principalment al litoral, prelitoral i depressió central. El reforçament del temporal cap a llevant durant el dia 24, coincidint amb la intensificació de la borrasca sobre les costes d'Algèria, va fer que una massa d'aire més càlid de la Mediterrània substituís la massa d'aire fred que hi havia a la meitat est del país, amb un augment important de la temperatura i de la cota de neu. En canvi, l'aire fred va quedar confinat a l'interior de Tarragona, les Terres de Ponent i l'oest de la Catalunya Central, on les nevades continuaren caient tot el dia 24. A la comarca de l'Anoia es va situar el límit entre la neu i la pluja. Cap a l'oest la nevada era ben present i cap a l'est ho era la pluja intensa. El temporal va durar tres dies, fent possible que s'acumulessin els grans gruixos de neu i de precipitació.

### Evolució en alçada
Durant els tres dies del temporal es va donar una situació meteorològica molt inestable degut al cisallament del vent en alçada: de sud-est a llevant en superfície i a 850 hPa, i entre sud-oest i sud a 500 hPa. A més a més, l'aportació d'aire humit de la mediterrània potencialment inestable a nivells baixos i mitjans de la troposfera va ser constant durant els tres dies que va durar l'episodi, fent possible les grans acumulacions de neu i de precipitació.
En l'evolució temporal de la temperatura i geopotencial a 850 hPa s'aprecia molt bé com la important advecció de llevant des del dia 24 va fer que la meitat est del país tingués temperatures més elevades que la meitat oest, restringint-se la nevada a cotes baixes de les comarques de Tarragona i Lleida.
S'ha de destacar que l'important embossament d'aire fred, inferior als -32 °C a 500 hPa, associat a una baixa en alçada situada a l'oest de la península Ibèrica va reforçar i mantenir la baixa en superfície situada sobre les Balears. Aquesta borrasca va ser la causant del temporal de llevant a nivells baixos. La baixa en alçada també va contribuir a produir una advecció d'aire humit de l'oceà Atlàntic a les capes altes de la troposfera fent que tota la columna d'aire sobre Catalunya fos potencialment molt inestable.

## Danys
Aquesta nevada va paralitzar totes les activitats quotidianes de les Terres de Ponent i del prelitoral tarragoní, fins al punt que els veïns dels pobles afectats es trobaren bloquejats a les seves pròpies cases. Diversos edificis es van esfondrar degut al pes de la neu acumulada a les teulades. L'electricitat, el telèfon, el telègraf i els serveis públics (línies regulars i ferrocarril) quedaren totalment fora de servei durant força dies. Tots aquests importants inconvenients es van unir a les mancances que patia la societat catalana a conseqüència de la situació de postguerra.
La neu acumulada durant aquest episodi no es va acabar de fondre del tot fins a mitjans d'abril a les Terres de Ponent. Tot i així, a la Segarra algunes congestes de neu van romandre a les obagues i vora els camins fins a Sant Joan. Van aparèixer aiguamolls per tot arreu degut a la lenta fosa de la neu. L'escolament de les aigües subterrànies que brollaven arreu van causar moviments de terra, així com l'esfondrament de molts marges de pedra pel desgel.
Els forts aiguats que van afectar la meitat est del país van provocar el desbordament de nombrosos rius i rieres: el Llobregat, el Congost, el Tenes, el Ripoll, el Mogent, el Besòs, el Ter, el Galligants, l'Onyar, el Manol i la Muga; i les rieres de les Arenes, de Rubí, Gaià i Cardedeu, entre d'altres. En relació als danys produïts per aquests desbordaments destaca la forta crescuda de la Riera de Gaià el vespre del dia 24 a Terrassa que va trencar el mur de l'antic Pantà de la Xoriguera. L'esfondrament d'aquest pantà va provocar una violenta avinguda aigües avall, destruint un pont a Viladecavalls i un altre a Abrera. Per una altra banda, la gran crescuda del Congost el dia 25 al Vallès Oriental va causar molts danys a les hortes i la part baixa de Granollers, així com el trencament d'un pont a Llerona (les Franqueses del Vallès).